# 紫背刺嘴蜂鸟
紫背刺嘴蜂鸟（学名：Ramphomicron microrhynchum）是雨燕目蜂鸟科的一种鸟类。
紫背刺嘴蜂鸟体重约3.6克，翼长约51毫米，嘴峰长约11.1毫米，喙宽度约1.3毫米，喙厚度约1.2毫米，跗蹠长约6.1毫米，尾长约42.3毫米。紫背刺嘴蜂鸟在其分布区内为留鸟，其栖息在密集的高大树木组成的森林中，食性为草食性，主要食物来源是植物的花蜜。

## 亚种
- ：分布于委内瑞拉西部梅里达的安第斯山脉地区。
- ：分布于哥伦比亚、厄瓜多尔和秘鲁西北部的安第斯山脉。
- ：分布于秘鲁中部的安第斯山脉（瓦努科省至胡宁省、库斯科省和阿普里马克大区）。
- ：分布于玻利维亚西部科恰班巴的安第斯山脉地区。[4]